# Eduardo Strachan Viana-Cárdenas
Eduardo Strachan Viana-Cárdenas (Cártama, Málaga, 1856) fue un maestro de obras español,  autor y director de los planos de la calle Larios y sus alrededores. Fue el primer miembro una saga de alarifes muy activos en la ciudad de Málaga.
Otras obras notables fueron el pabellón psiquiátrico del Hospital Civil; los almacenes Álvarez Fonseca, «La Mundial» y numerosos chalés en la zona de La Caleta.
También se debe a este arquitecto el proyecto inicial del Parque, iniciativa de Antonio Cánovas del Castillo.
Con Eduardo Strachan Viana-Cárdenas se inicia en Málaga una auténtica modernización de la ciudad vislumbrada por Teodoro Reding y que continuaron arquitectos como Manuel Rivera Vera, Gerónimo Cuervo y Fernando Guerrero Strachan.